# 逃逸速度
在天體力學中，逃逸速度或逃逸速率是物體需要達到的最低速率，以脫離與主體的接觸或其軌道，假設：
1. 彈道軌跡——物體上沒有其他力作用，包括推進力和摩擦力
2. 沒有其他產生重力的物體存在

雖然「逃逸速度」這個術語很常見，但準確而言，它是一個速率，而非速度，因為它與方向無關。由於兩個物體之間的引力取決於它們的合併質量，所以逃逸速率也取決於質量。對於人造衛星和小型自然物體，物體的質量對合併質量的貢獻可以忽略不計，因此通常忽略不計。
逃逸速率隨著距離主體中心的距離而變化，物體在主體的引力影響下運動的速度也會變化。如果物體處於圓形或橢圓軌道上，其速度總是小於當前距離處的逃逸速率。相反，如果它處於雙曲線軌跡上，其速度將始終高於當前距離處的逃逸速率。物體在拋物線軌跡上行進時，其速度總是與當前距離處的逃逸速率相同。
逃逸速率的計算通常用於確定物體是否會留在給定天體的引力影響範圍內。例如，在太陽系探索中，了解探測器是否會繼續繞地球運行或逃逸到日心軌道是有用的。還有助於了解探測器需要減速多少才能被目標天體引力捕獲。

## 計算
逃逸速率的公式為：
{\displaystyle v_{e}={\sqrt {\frac {2GM}{d}}}={\sqrt {2gd}}}
其中：
- G 是萬有引力常數（G ≈ 6.67×10−11 m3·kg−1·s−2）
- g = GM/d2 是當地的重力加速度（或表面重力，當 d = r 時）。

數值 GM 被稱為標準引力參數，或 μ，通常比單獨知道 G 或 M 更準確。

## 地球
例如，在地球表面，表面重力約為9.8 m/s2（9.8 N/kg，32 ft/s2），一個小物體的逃逸速率約為11.186 km/s（40,270 km/h；25,020 mph；36,700 ft/s）。 這大約是音速的33倍（馬赫33），也是步槍子彈槍口初速的幾倍（最高可達1.7 km/s）。在9,000公里的高度，逃逸速率略低於7.1公里/秒。這些速率是相對於非旋轉參考系的；從赤道附近而不是極地發射實際上可以提供一個助力。

## 能量需求
對於質量為  {\displaystyle m}的物體，逃逸地球引力場所需的能量為 GMm / r，這是物體質量的函數（其中 r 是地球半徑，標稱為6,371公里（3,959英里），G 是萬有引力常數，M 是地球的質量）。一個相關的量是軌道比能，它本質上是動能和位能之和除以質量。當比軌道能量大於或等於零時，物體就會達到了逃逸速度。

## 能量守恆

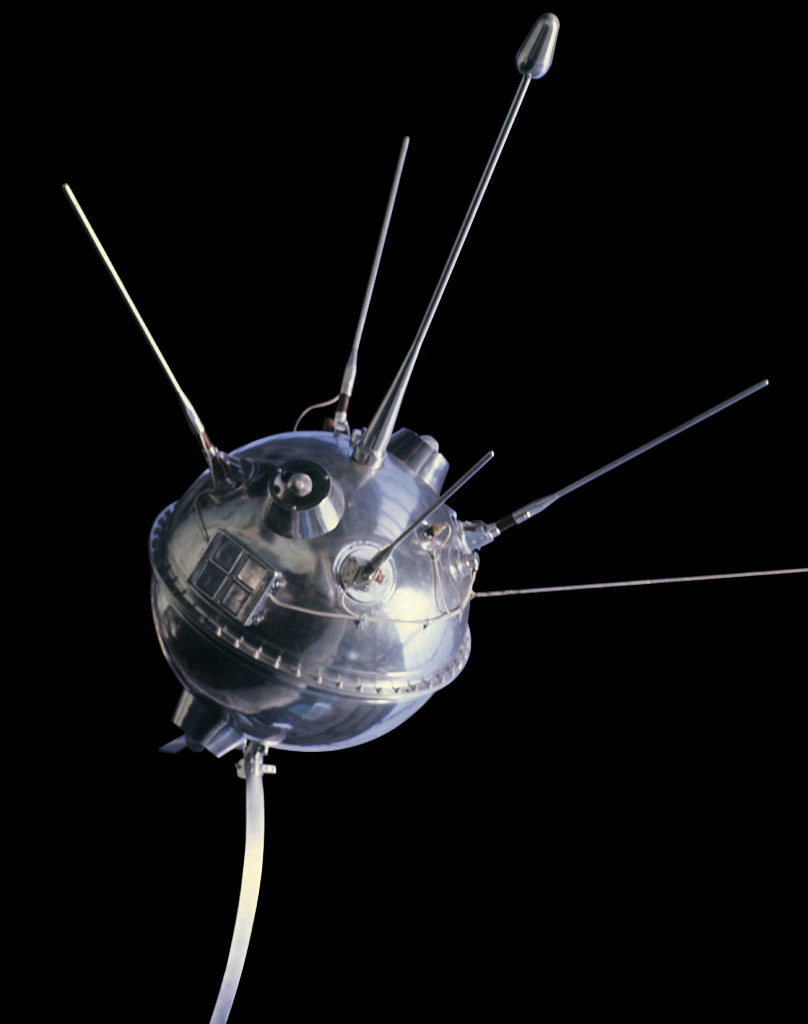
月球1號是人類發射成功的第一個星際探測器，於1959年發射。它是第一個從地球達到逃逸速度的人造物體。（更多詳情請參見太陽系探測器列表）。

逃逸速度的存在可以看作是能量守恆和有限深度能量場的結果。物體以逃逸速率移動時，其總能量應大於或等於零。
逃逸速度的公式可以從能量守恆原理推導出來。為了簡單起見，除非另有說明，我們假設物體將通過遠離均勻球形行星來逃逸其引力場，並且作用於運動物體上的唯一顯著力是行星的引力。假設一個質量為 m 的飛船初始時距離行星質量中心 r，行星的質量為 M，其初始速度等於其逃逸速度 {\displaystyle v_{e}}。在最終狀態下，它將距行星無限遠，速度將非常小。我們將處理的能量類型只有動能 K 和重力勢能 Ug（我們將忽略大氣的阻力），因此根據能量守恆，
{\displaystyle (K+U_{g}){\text{initial}}=(K+U_{g}){\text{final}}}
我們可以設置最終動能 Kfinal = 0，因為最終速度非常小，並且 Ug final = 0，因為最終重力勢能在距行星很遠的地方定義為零，因此
{\displaystyle {\begin{aligned}\Rightarrow {}&{\frac {1}{2}}mv_{e}^{2}+{\frac {-GMm}{r}}=0+0\\[3pt]\Rightarrow {}&v_{e}={\sqrt {\frac {2GM}{r}}}\end{aligned}}}

## 相對論
使用相對論計算得到的結果與上述公式相同。在這種情況下，變量 r 表示史瓦西度規的「徑向坐標」或「縮減圓周」。

## 其他情境
從旋轉天體的表面逃逸速度取決於逃逸方向。從地球赤道向東發射的火箭所需初速度約為10.735 km/s，而向西發射的火箭則需約11.665 km/s。

### 實際考量
在大多數情況下，瞬間達到逃逸速度是不切實際的，因為這樣的加速度會導致物體燃燒或被大氣拖曳撕裂。因此，航天器通常會逐漸加速，以達到適當高度的逃逸速率。

## 軌跡
如果物體達到剛好逃逸速率但未直接遠離天體，則將沿曲線軌跡運行，這條軌跡是拋物線，焦點位於行星質量中心。如果物體的速度大於逃逸速度，那麼它的軌跡將形成一條雙曲線軌道，並且將具有超過雙曲線速度，這相當於物體具有的額外能量。略微超過加速至逃逸速度所需的delta-v 可以導致在無窮遠處相對較大的速度。一些軌道機動利用這一事實。例如，在逃逸速度為11.2 km/s的地方，增加0.4 km/s會產生3.02 km/s的雙曲線超速：
{\displaystyle v_{\infty }={\sqrt {V^{2}-{v_{e}}^{2}}}={\sqrt {(11.6{\text{ km/s}})^{2}-(11.2{\text{ km/s}})^{2}}}\approx 3.02{\text{ km/s}}.}
如果一個物體在圓形軌道（或橢圓軌道的近心點）中沿其運動方向加速到逃逸速度，加速點將形成逃逸軌跡的近心點。最終的運動方向將與加速點的方向成90度。如果物體加速超過逃逸速度，最終的運動方向將成為更小的角度，並由其現在採取的雙曲線軌跡的漸近線之一指示。這意味著如果打算朝特定方向逃逸，關鍵在於加速的時機。

## 逃逸速度列表
在這個列表中，左半部分給出了從可見表面（例如木星的氣體表面）相對於行星或衛星中心的逃逸速度（即，不是相對於其移動表面）。右半部分中，Ve 是指相對於中心天體（例如太陽）的速度，而 Vte 是指相對於較小天體（行星或衛星）可見表面的速度。
| 地點               | 相對於       | Ve (公里/秒)       |          | 地點         | 相對於 | Ve (公里/秒) | 系統逃逸速率, Vte (公里/秒) |
| 在太陽             | 太陽的引力   | 617.5              |          |              |        |              |                             |
| 在水星             | 水星的引力   | 4.25               | 在水星   | 太陽的引力   | ~ 67.7 | ~ 20.3       |                             |
| 在金星             | 金星的引力   | 10.36              | 在金星   | 太陽的引力   | 49.5   | 17.8         |                             |
| 在地球             | 地球的引力   | 11.186             | 在地球   | 太陽的引力   | 42.1   | 16.6         |                             |
| 在月球             | 月球的引力   | 2.38               | 在月球   | 地球的引力   | 1.4    | 2.42         |                             |
| 在火星             | 火星的引力   | 5.03               | 在火星   | 太陽的引力   | 34.1   | 11.2         |                             |
| 在穀神星           | 穀神星的引力 | 0.51               | 在穀神星 | 太陽的引力   | 25.3   | 7.4          |                             |
| 在木星             | 木星的引力   | 60.20              | 在木星   | 太陽的引力   | 18.5   | 60.4         |                             |
| 在木衛一           | 木衛一的引力 | 2.558              | 在木衛一 | 木星的引力   | 24.5   | 7.6          |                             |
| 在木衛二           | 木衛二的引力 | 2.025              | 在木衛二 | 木星的引力   | 19.4   | 6.0          |                             |
| 在木衛三           | 木衛三的引力 | 2.741              | 在木衛三 | 木星的引力   | 15.4   | 5.3          |                             |
| 在木衛四           | 木衛四的引力 | 2.440              | 在木衛四 | 木星的引力   | 11.6   | 4.2          |                             |
| 在土星             | 土星的引力   | 36.09              | 在土星   | 太陽的引力   | 13.6   | 36.3         |                             |
| 在土衛六           | 土衛六的引力 | 2.639              | 在土衛六 | 土星的引力   | 7.8    | 3.5          |                             |
| 在天王星           | 天王星的引力 | 21.38              | 在天王星 | 太陽的引力   | 9.6    | 21.5         |                             |
| 在海王星           | 海王星的引力 | 23.56              | 在海王星 | 太陽的引力   | 7.7    | 23.7         |                             |
| 在海衛一           | 海衛一的引力 | 1.455              | 在海衛一 | 海王星的引力 | 6.2    | 2.33         |                             |
| 在冥王星           | 冥王星的引力 | 1.23               | 在冥王星 | 太陽的引力   | ~ 6.6  | ~ 2.3        |                             |
| 距離太陽200 AU     | 太陽的引力   | 2.98               |          |              |        |              |                             |
| 距離太陽1774 AU    | 太陽的引力   | 1                  |          |              |        |              |                             |
| 在太陽系銀河系半徑 | 銀河系的引力 | 492–594            |          |              |        |              |                             |
| 在事件視界         | 黑洞的引力   | 299,792.458 (光速) |          |              |        |              |                             |

## 外部連結
- 逃逸速度計算器
- 基於網絡的數值逃逸速度計算器 （页面存档备份，存于）